# Estação Espacial Lunar Gateway
Estação Espacial Lunar Gateway é um projeto internacional liderado pela NASA em colaboração com outras agências espaciais, como a Agência Espacial Europeia (ESA), Agência Espacial Canadense e a Agencia Espacial Japonesa (JAXA). Prevista para ser lançada em 2028, a Gateway será uma estação espacial modular em órbita ao redor da lua, destinada a servir como ponto de apoio para missões de exploração lunar e futura expansão para Marte.
HISTÓRIA E DESENVOLVIMENTO: O conceito da Gateway foi apresentada pela primeira vez em 2017, como parte do Programa Artemis, o qual visa o retorno de astronautas à superfície lunar. Diferente da Estação Espacial Internacional (ISS), que está em órbita terrestre baixa, a Gateway ficará em órbita cislunar, facilitando operações de longo prazo na Lua.
O módulo central será o [and Propulsion Element (PPE)], fornecido pela NASA, que fornecerá energia e sistemas de controle de atitude para a estação. Outros módulos, como o Habitat Internacional (I-HAB) e o módulo de reabastecimento e logística, serão acoplados para permitir a expansão da estação e a presença de tripulações.
OBJETIVOS E FUNÇÕES:  A principal missão da Gateway é servir como um centro de comando e logística para missões à superfície lunar. Além disso, ela será um laboratório para experimentos científicos em microgravidade e um ponto de preparação para missões mais profundas no sistema solar. A estação permitirá um acesso mais fácil às regiões polares da Lua, incluindo o Polo Sul, que é de grande interesse devido à presença de água congelada.
FUTURO DA EXPLORAÇÃO ESPACIAL: A Estação Gateway representa um passo significativo na exploração espacial além da órbita terrestre. A estação servirá como um ponto de partida para missões tripuladas a Marte, possibilitando a criação de tecnologias e procedimentos que serão cruciais para viagens de longa duração. Sua construção é uma peça-chave no desenvolvimento de uma presença humana sustentável no espaço profundo.
VEJA IMAGENS E MAIS INFORMAÇÕES AQUI: [mais sobre a Estação Gatewat]